# Сегодня (газета, Латвия, 1919—1940)
«Сего́дня» — латвийская независимая демократическая газета на русском языке, выходившая в Риге с 17 августа 1919 по 21 июня 1940. Являлась наиболее крупной и содержательной из русских газет в Прибалтике. Газета не относилась к эмигрантской русскоязычной печати, так как была основана уроженцами Латвии и официально именовалась латвийской газетой на русском языке.

## Владельцы и сотрудники газеты
- Владельцы: Я. Брамс и Б. Поляк
- Редакторы: Н. С. Бережанский, М. И. Ганфман, Б. О. Харитон[1] и М. Мильруд[2].
- Сотрудники: А. Аверченко, М. Айзенштадт, Ю. Айхенвальд, М. Алданов, А. Амфитеатров, К. Бальмонт, К. Бельговский, Н. Волковысский, Юрий Галич (Ю. И. Гончаренко), Сергей Горный (А. Оцуп), А. Даманская, Л. Зуров, А. Изгоев, В. Ирецкий, А. Кизеветтер, В. Клопотовский-Лери, Lolo (Мунштейн), Лев Максим (М. Асс), С. Минцлов, Вас. Ив. Немирович-Данченко, Жак Нуар (Я. Окснер), Б. Оречкин, М. Первухин, П. Пильский, Игорь Северянин, Я. Судрабкалн, В. Третьяков, Е. Шкляр и другие.

## Закрытие газеты и судьба сотрудников
После ввода советских войск в Латвийскую Республику (17 июня 1940 года) в стране начался немедленный демонтаж всех демократических институтов, в первую очередь свободной прессы. Последний номер газеты «Сегодня» вышел 21 июня 1940 года, после чего она была закрыта. Стремясь спасти газету, редакция изменила название на «Русская газета» и после перерегистрации 28 июня возобновила выпуск. Однако это не устроило советскую администрацию, и после выхода 2 июля 1940 года 5-го номера «Русская газета» также была закрыта. После принудительной смены главного редактора и ареста многих сотрудников бывшая «Сегодня» возобновила выход 4 июля 1940 года под названием «Трудовая газета» — которая, в свою очередь, была запрещена 9 ноября 1940 года и поглощена редакцией новообразованной газеты «Пролетарская правда». С 1945 года в здании редакции (построена в 1939 году по проекту латвийского архитектора Сергея Антонова) газеты на улице Дзирнаву, 55/57 располагалась типография и издательства газет «Советская Латвия», «Циня», «Советская Молодёжь» и др.
Судьбы сотрудников «Сегодня» в большинстве сложились трагически. Были арестованы и депортированы в советские концлагеря М. Мильруд, Б. О. Харитон, А. К. Перов, Э. Махтус, Г. А. Ландау. Карикатурист С. А. Цивинский был расстрелян в Москве на Лубянке. И. А. Тейтельбаум и Александрс Гринс были расстреляны в Астрахани. Габриэль Левин покончил с собой в Воркуте. Юрий Галич покончил с собой в Риге после вызова в НКВД. Пётр Пильский лежал парализованный после инсульта и потому не был арестован НКВД; он умер в декабре 1941 года уже во время нацистской оккупации Латвии.
Оба издателя, Я. Брамс и Б. Поляк, лучше других оценив ход событий, успели эмигрировать в США.